# توهم منجم
«توهم منجم» (فرانسوی: Le Reve D'un Astronome‎) یک فیلم صامت و کوتاه فرانسوی در ژانر فانتزی به کارگردانی ژرژ ملی‌یس است که در سال ۱۸۹۸ منتشر شد. از بازیگران آن می‌توان به ژرژ ملی‌یس اشاره کرد.